# Alexander Barclay (handelsman)
Alexander Barclay, född 15 november 1778, död 7 september 1833, var en skotsk-svensk handelsman i Göteborg. 
Barclay var en av dem som kom från Skottland, vid sidan av David Carnegie och bröderna Robert och James Dickson, till Göteborg under Napoleonkrigens högkonjunktur, närmare bestämt 1807, och grundade sin handelsfirma 1815, Alex. Barclay & Co. Den blev ledande i Göteborg inom järnexportens område under 1820-1840-talen, utan fasta intressen i bruksnäringen. Handelshusen var emellertid inte inriktade på endast ett varuslag. Alex. Barclay & Co sysslade även med träexport. 
Alexander Barclay ligger begraven på Örgryte gamla kyrkogård.